# Prix d'appel
Le prix d’appel est une pratique commerciale, assimilée à de la fraude, consistant à attirer la clientèle par l’annonce publicitaire de produits ou de services à bas prix, pour l’inciter à se rendre sur le lieu de distribution, puis, après annonce de l’indisponibilité des produits promis, la pousser à acheter des produits présentés comme similaires, mais d’un prix sensiblement plus élevé, générant une véritable marge.